# ذی سفال
ذی سفال (به عربی: ذی سفال) یکی از شهرهای استان اب در کشور یمن است که در سرشماری سال ۲۰۰۵ میلادی، ۴۴٫۹۴۹ نفر جمعیت داشته‌است.